# Christiane Barret
Christiane Barret, née le 11 juillet 1953 à Paris 20e, est une haute fonctionnaire française.

## Biographie
Élève de l'ENA, Promotion 1980-1982, elle est nommée administratrice civile  affectée au ministère de l'équipement, des transports, de l'aménagement du territoire, du tourisme et de la mer.
Elle est marquée par sa rencontre, à titre privé, avec Sœur Emmanuelle en 1987 à Briançon où elle a été nommée sous-préfète, comme elle l'explique en 2009 : « Je l'ai recontactée en 1990 pour intégrer son association qu'elle venait de créer, l'association Sœur Emmanuelle. J'avais décidé de m'engager auprès d'elle. Et je suis partie sur le terrain, en chantier aux Philippines. Par la suite, en 1996, j'ai pris la présidence de l'association en 1996. J'ai quitté ce poste en 2002 mais je suis restée membre du conseil d'administration. Sœur Emmanuelle était devenue une proche, une intime comme on dit. Elle a marqué ma vie personnelle et professionnelle. Avant cette rencontre je n'aurai jamais imaginé m'engager comme je suis engagée pour aider les plus démunis ».

## Carrière
En 1995, conseiller technique de Jean-Pierre Soisson, ministre du Travail, elle est nommée sous-préfète d'Albertville, la première femme à être nommée sous-préfet en France[réf. nécessaire]. Puis elle devient en 1998 sous-préfète de la Tour-du-Pin.
En 2000, elle devient directrice de la nature et des paysages au ministère de l'aménagement du territoire et de l'environnement.
En 2005, elle est nommée inspectrice générale de l'équipement.
Préfète déléguée à l'égalité des chances en Seine-Saint-Denis du 18 octobre 2007 à 2009, elle est alors nommée préfète des Deux-Sèvres en remplacement de Régis Guyot.
En 2012, elle est nommée directrice du cabinet de François Lamy, ministre de la Ville,.
En avril 2014, elle est nommée préfète de la région Poitou-Charentes, préfète de la Vienne.
En janvier 2016, elle devient préfète de la région Bourgogne-Franche-Comté, préfète de la Côte-d'Or, jusqu'en avril 2018 où, âgée de près de 65 ans, elle est remplacée par Bernard Schmeltz.

## Récompenses et distinctions

### Décorations
- Officier de l'ordre national du Mérite Elle est faite chevalier le 14 mai 1998[13], et est promue officier le 2 mai 2012[14].
- Officier de la Légion d'honneur Elle est faite chevalier le 11 juillet 2003[15], et est promue officier le 12 juillet 2017[16].